# 奥古斯都河岸

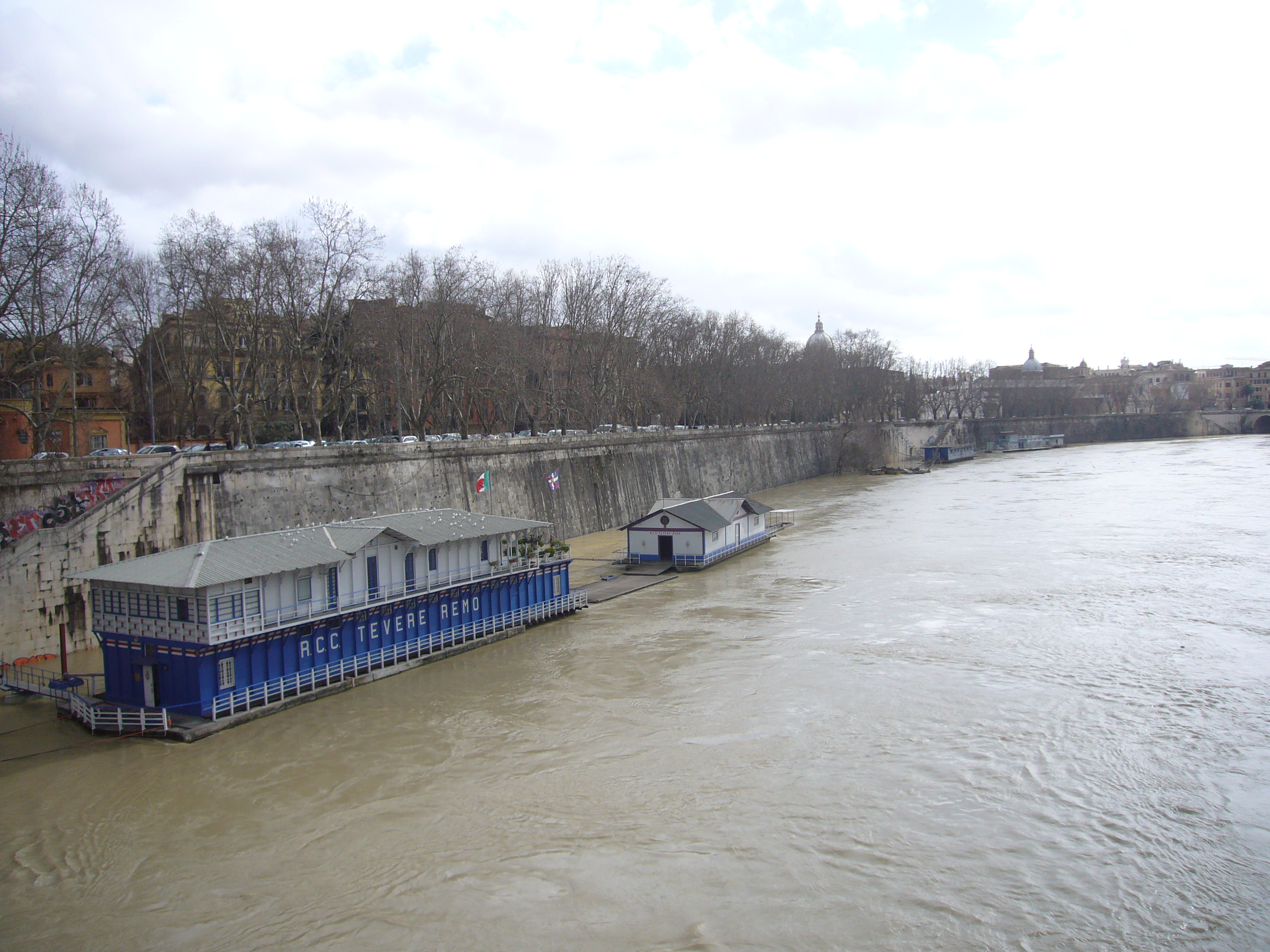
奥古斯都河岸

奥古斯都河岸（Lungotevere in Augusta）是意大利罗马战神广场区的一段台伯河岸，连接里佩塔门广场与玛格丽塔王后桥。
河岸得名于奥古斯都陵墓（在奥古斯都大帝广场），毗邻和平祭坛博物馆。该地区原有许多教堂，现已消失。 
1959年，由埃托雷·西门尼斯于1907年创作的爱国者安杰洛·布鲁内蒂青铜雕像，从阿纳尔多达布雷西亚河岸迁到这里的花园。